# ルーク・ドナルド
ルーク・ドナルド（Luke Donald, 1977年12月7日 - ）は、イングランド・ハートフォードシャー州ヘメル・ヘンプステッド出身のプロゴルファー。2004年のワールドカップで、ポール・ケーシーと組んだ優勝もある。世界ランキング自己最高位は1位。

## 経歴
ルークは3人兄弟の末っ子として生まれ、長兄のクリス・ドナルドがキャディを務める。アマチュア時代は「ウォーカーカップ」で欧州チームの2度の優勝に貢献した。彼はイングランド出身であるが、学生時代はアメリカのノースウェスタン大学に通い、オールアメリカンにも4度選出された。
2001年11月のアメリカPGAツアー「クオリファイイング・スクール」（シード権獲得のための資格試験）に合格し、2002年からPGAツアーのメンバーになる。それ以来、アメリカツアーとヨーロッパツアーで活躍。2004年のEMCワールドカップではポール・ケーシーと組んで優勝を手にした。イングランド・チームの2人は4日間通算 257 ストロークで回り、2位のスペイン・チーム（セルヒオ・ガルシアとミゲル・アンヘル・ヒメネス組）に1打差をつけて優勝した。ライダーカップでは2004年・2006年・2010年・2012年に欧州代表として出場した。
2011年5月、欧州ツアーのPGA選手権で優勝し、世界ランキング1位となった。イングランドの選手としてはニック・ファルド、リー・ウエストウッドに次いで3人目。
また、この年には史上初となる同一シーズンでの欧州PGAツアーとアメリカPGAツアーの同時賞金王の快挙を成し遂げた。
親日家であり、MIZUNOを使用している。2012年のダンロップフェニックストーナメントで日本ツアー初優勝を飾り、翌年も優勝。史上4人目の大会連覇を達成した。
2023年にイタリアで開催の第44回ライダーカップでは欧州キャプテンに就任。これは当初主将予定だったヘンリク・ステンソンがLIVゴルフ移籍により資格剥奪のため。

## ツアー優勝歴

### PGAツアー（5勝）
- 2002年：サザンファーム・ビューロ・クラシック
- 2006年：ザ・ホンダ・クラシック
- 2011年：アクセンチュア・マッチプレー選手権、チルドレンズ・ミラクル・ネットワーク・ホスピタルズ・クラシック
- 2012年：トランジションズ選手権

### 欧州ツアー（7勝）
- 2004年：スカンジナビアン・マスターズ、ヨーロピアン・マスターズ
- 2010年：マドリード・マスターズ
- 2011年：アクセンチュア・マッチプレー選手権、BMW PGA選手権、バークレイズ・スコティッシュ・オープン
- 2012年：BMW PGA選手権

### 日本ツアー（2勝）
- 2012年：ダンロップフェニックストーナメント
- 2013年：ダンロップフェニックストーナメント